# Glory (Kampfsportorganisation)
Glory ist ein internationaler Kickbox-Veranstalter. Die Organisation wurde im Jahre 2012 gegründet und hat ihren Hauptsitz in Singapur. Daneben hat sie Außenstellen in Malaysia, New York, London, Amsterdam und Tokio.
Es gibt sechs Gewichtsklassen: Schwergewicht, Halbschwergewicht, Mittelgewicht, Weltergewicht, Leichtgewicht, Federgewicht.
Erster Schwergewichts-Champion war der Niederländer Semmy Schilt. Aktuell hält jenen Titel Rico Verhoeven (ebenfalls Niederländer).
Glory hat die Rechtemehrheit am K-1-Programm erworben und organisierte bis zum 1. Dezember 2017 in verschiedenen Ländern 57 Kickboxveranstaltungen. Glory-Veranstaltungen wurden von Spike TV und ESPN übertragen.

## Amtierende Weltmeister
| Gewichtsklasse    | Champion                  | Seit             | Titelverteidigungen |
| ----------------- | ------------------------- | ---------------- | ------------------- |
| Schwergewicht     | Rico Verhoeven            | 21. Juni 2014    | 6                   |
| Halbschwergewicht | Artem Vakhitov            | 12. März 2016    | 3                   |
| Mittelgewicht     | Álex Pereira              | 14. Oktober 2017 | 1                   |
| Weltergewicht     | Cedric Doumbe             | 26. August 2017  | 0                   |
| Leichtgewicht     | Sitthichai Sitsongpeenong | 25. Juni 2016    | 2                   |
| Federgewicht      | Robin van Roosmalen       | 20. Mai 2017     | 1                   |

## Schwergewichtsweltmeister
| Nr. | Champion       | Von           | Bis           |
| --- | -------------- | ------------- | ------------- |
| 1   | Semmy Schilt   | 26. Mai 2012  | 26. Juni 2013 |
| 2   | Rico Verhoeven | 21. Juni 2014 | aktuell       |

## Halbschwergewichtsweltmeister
| Nr. | Champion       | Von                | Bis           |
| --- | -------------- | ------------------ | ------------- |
| 1   | Gökhan Saki    | 12. April 2014     | 27. Juli 2015 |
| 2   | Saulo Cavalari | 19. September 2015 | 12. März 2016 |
| 3   | Artem Vakhitov | 12. März 2016      | aktuell       |

## Mittelgewichtsweltmeister
| Nr. | Champion         | Von               | Bis               |
| --- | ---------------- | ----------------- | ----------------- |
| 1   | Artem Levin      | 21. Juni 2014     | 26. Februar 2015  |
| 2   | Simon Marcus     | 25. Februar 2015  | 9. September 2016 |
| 3   | Jason Wilnis     | 9. September 2016 | 29. April 2017    |
| 4   | Simon Marcus (2) | 29. April 2017    | 14. Oktober 2017  |
| 5   | Álex Pereira     | 14. Oktober 2017  | aktuell           |

## Weltergewichtsweltmeister
| Nr. | Champion          | Von               | Bis               |
| --- | ----------------- | ----------------- | ----------------- |
| 1   | Marc de Bonte     | 3. Mai 2014       | 21. Juni 2014     |
| 2   | Joseph Valtellini | 21. Juni 2014     | 4. Juni 2015      |
| 3   | Nieky Holzken     | 7. August 2015    | 10. Dezember 2016 |
| 4   | Cedric Doumbe     | 10. Dezember 2016 | 25. August 2017   |
| 5   | Murthel Groenhart | 25. August 2017   | aktuell           |

## Leichtgewichtsweltmeister
| Nr. | Champion                  | Von              | Bis              |
| --- | ------------------------- | ---------------- | ---------------- |
| 1   | Davit Kiria               | 8. März 2014     | 7. November 2014 |
| 2   | Robin van Roosmalen       | 7. November 2014 | 25. Juni 2016    |
| 3   | Sitthichai Sitsongpeenong | 25. Juni 2016    | aktuell          |

## Federgewichtsweltmeister
| Nr. | Champion                | Von              | Bis              |
| --- | ----------------------- | ---------------- | ---------------- |
| 1   | Gabriel Varga           | 3. April 2015    | 6. November 2015 |
| 2   | Serhiy Adamchuk         | 6. November 2015 | 22. Juli 201     |
| 3   | Gabriel Varga (2)       | 6. November 2015 | 21. Oktober 2016 |
| 4   | Robin van Roosmalen     | 21. Oktober 2016 | 19. Januar 2017  |
| 5   | Robin van Roosmalen (2) | 20. Mai 2017     | aktuell          |